# معاهدة الحد من انتشار الأسلحة النووية

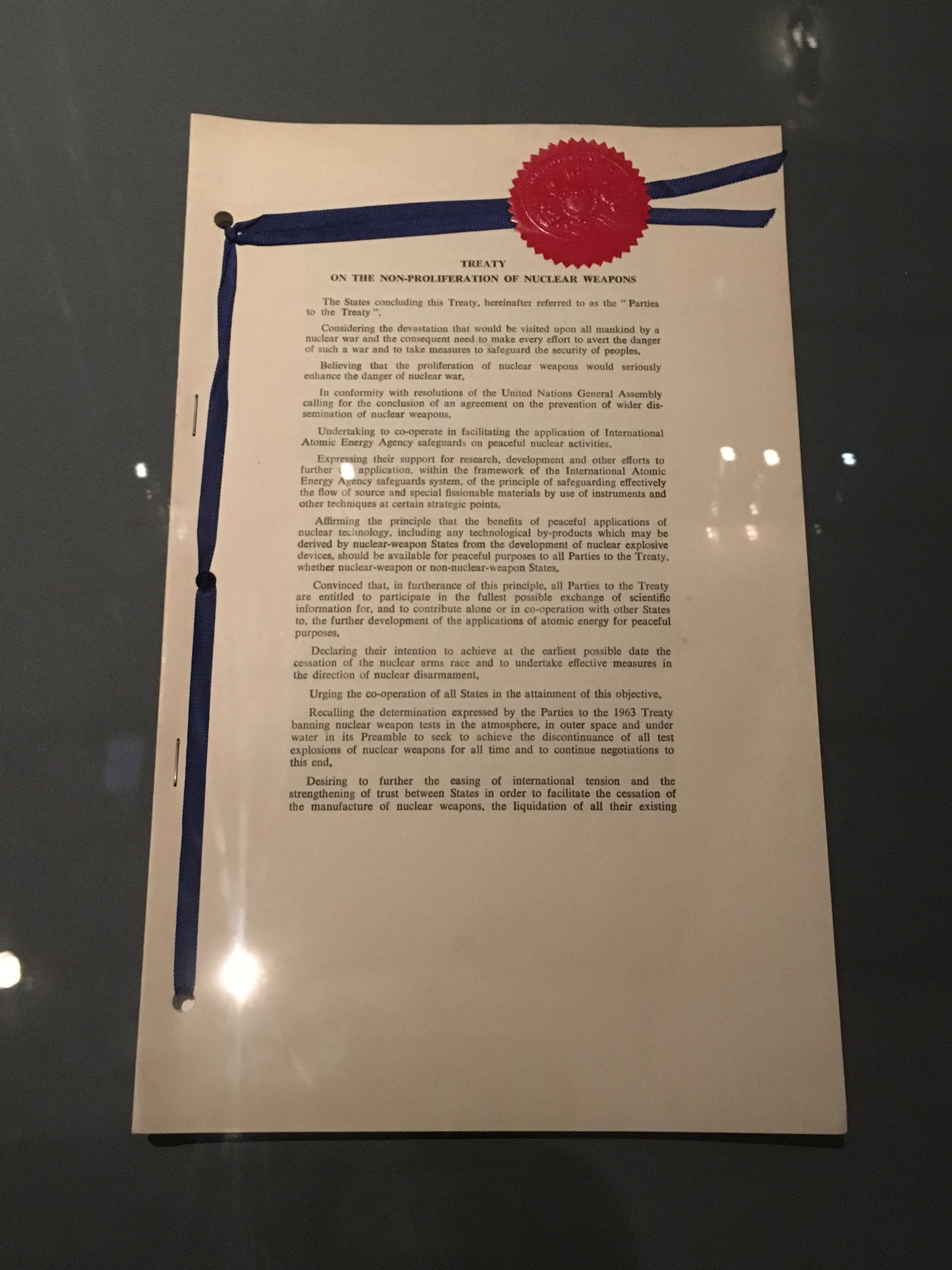
معاهدة عدم انتشار الأسلحة النووية.

معاهدة الحد من انتشار الأسلحة النووية أو معاهدة عدم انتشار الأسلحة النووية (بالإنجليزية: Treaty on the Non-Proliferation of Nuclear Weapons) والمعروفة اختصاراً NPT هي معاهدة دولية تهدف إلى منع انتشار الأسلحة النووية وتكنولوجيا الأسلحة، لتعزيز التعاون حول الاستخدامات السلمية للطاقة النووية، وتهدف بشكل ابعد إلى نزع الاسلحة النووية ونزع الاسلحة العام والكامل. تم التفاوض على المعاهدة بين عامي 1965 و 1968 من قبل لجنة مؤلفة من ثمانية عشر دولة برعاية من الأمم المتحدة في مدينة جنيف السويسرية.
تم إتاحة المعاهدة للتوقيع عام 1968، ودخلت حيز التنفيذ في 1970. بعد خمسة وعشرين عاماً اجتمع أعضاء المعاهدة، كما تنص عليه المعاهدة، واتفقوا على تمديدها إلى ما لا نهاية. ضمن هذه المعاهدة أكبر عدد من الدول مقارنة مع باقي المعاهدات الخاصة بالحد من أو نزع الأسلحة الأخرى مما يؤكد على أهمية هذه المعاهدة. في آب / أغسطس 2016 وقع على المعاهدة 191 دولة على الرغم من أن كوريا الشمالية التي وقعت على المعاهدة عام 1985 إلى أنها لم تلتزم بها، وأعلنت انسحابها من المعاهدة في 2003 أربعة من الدول الأعضاء في الأمم المتحدة لم توافق أبداً على على المعاهدة ثلاثة منهم تمتلك أسلحة نويية وهي الهند و‌باكستان و‌إسرائيل بالإضافة إلى جنوب السودان المنضمة إلى الأمم المتحدة عام 2011 ولم تنضم إلى المعاهدة. تعترف المعاهدة بوجود خمس دول نووية قامت ببناء واختبار أجهزة انفجارات نووية قبل 1 كانون الثاني / يناير 1967 وهي الولايات المتحدة، روسيا، المملكة المتحدة، فرنسا و‌الصين. هناك ثلاث دول أخرى تم تأكيد حيازتها للأسلحة النووية وهي الهند و‌باكستان و‌كوريا الشمالية حيث أعلنت هذه الدول حيازتها للأسلحة النووية وأنها قامت باختبار هذه الأسلحة، بينما إسرائيل تتعمد الغموض بما يخص وضح الأسلحة النووية لديها.
غالباً ما يُنظر إلى معاهدة عدم انتشار الأسلحة النووية على أساس صفقة مركزية:
يتم مراجعة المعاهدة كل خمس سنوات ضمن اجتماعات باسم مؤتمرات المراجعة لأعضاء معاهدة الحد من انتشار الأسلحة النووية. على الرغم من أن المعاهدة كان من المفترض أن تكون سارية لمدة 25 سنة فقط، إلا أن أطراف المعاهدة قرروا بالاتفاق تمديد العمل بالمعاهدة إلا ما لا نهاية ضمن مؤتمر المراجعة في نيويورك بتاريخ 11 أيار / مايو 1995، وذلك بجهود حكومة الولايات المتحدة ممثلةً بالسفير توماس غراهام.
عند تقديم معاهدة الحد من انتشار الأسلحة النووية، كان من المتوقع ظهور 25-30 دولة تمتلك الأسلحة النووية خلال 20 سنة. بالمقابل بعد أربعين عاماً فقط خمس دول لم توقع على المعاهدة منها فقط أربع دول يعتقد بأنها تمتلك أسلحة نووية. تم تبني عدة معايير إضافية لتقوية المعاهدة وتوسيع نظام الحد من الأسلحة النووية وجعل حصول الدول على الإمكانيات لتطوير الأسلحة النووية أصعب، بما في ذلك ضوابط تصدير مجموعة الموردين النوويين وتدابير التحقق المعززة للبروتوكول الإضافي للوكالة الدولية للطاقة الذرية.
يجادل المنتقدون بأن المعاهدة لا تستطيع وقف منع انتشار الأسلحة النووية أو الحافز لامتلاكها. ويعبرون عن خيبة الأمل نحو التقدم المحدود بنزع ترسانة الأسلحة النووية، حيث أن الدول الخمس النووية المعترف بها ما تزال تمتلك في مخزونها التجميعي 22,000 رأس حربي. العديد من المسؤولين رفيعي المستوى في الأمم المتحدة صرحوا بأنهم لا يستطيعون العمل سوى القليل لمنع الدول من استخدام المفاعلات النووية لإنتاج الأسلحة النووية.

## هيكل المعاهدة
تتألف معاهدة الحد من انتشار الأسلحة النووية من مقدمة وأحد عشر بندًا. على الرغم من عدم التعبير عن مفهوم «الركائز» في أي نقطة مذكورة في معاهدة الحد من انتشار الأسلحة النووية، فإنها تُفسَّره أحيانًا على أنه نظام ثلاثي الركائز، مع وجود توازن ضمني فيما بينها:
1. الحد من انتشار الأسلحة النووية.
2. نزع السلاح النووي.
3. الحق في الاستخدام السلمي للتكنولوجيا النووية.[10]

ترتبط هذه الركائز فيما بينها وتعزز بعضها. يوفر وجود نظام فعال للحد من انتشار الأسلحة النووية وامتثال أعضائه للقوانين، أساسًا مهمًا وأساسيًا لإمكانية التقدم ونزع السلاح، ويتيح أيضًا تعاونًا أكبر في مجال الاستخدام السلمي للطاقة النووية. تأتي مسؤولية  الحد من انتشار الأسلحة النووية مع الحق في الحصول على فوائد من التكنولوجيا النووية السلمية. يعزز التقدم الناجح لنزع السلاح الجهودَ الرامية إلى تعزيز نظام الحد من انتشار الأسلحة النووية والامتثال للالتزامات، من ثم تسهيل التعاون النووي السلمي. وقد شكك في مفهوم «الركائز» بعضٌ يعتقدون أن معاهدة الحد من انتشار الأسلحة النووية -كما يوحي اسمها- تتعلق في الأساس بعدم الانتشار، وكذلك أولئك الذين يخشون من أن لغة «الركائز الثلاث» تفترض بشكل مضلل أن العناصر الثلاثة متساوية في الأهمية.

### الركيزة الأولى: الحد من انتشار الأسلحة النووية
تتعهد الدول الحائزة للأسلحة النووية بموجب المادة الأولى من معاهدة الحد من انتشار الأسلحة النووية، بعدم نقل الأسلحة النووية أو الأجهزة المتفجرة النووية الأخرى إلى أي متلقى أو بأي شكل من الأشكال، لمساعدة أي دولة غير حائزة على الأسلحة النووية أو تشجيعها أو حثها لصنع أو حيازة سلاح نووي. تتعهد الدول غير الحائزة على الأسلحة النووية بموجب المادة الثانية من معاهدة الحد من انتشار الأسلحة النووية، بعدم الحصول أو محاولة السيطرة على الأسلحة النووية أو الأجهزة المتفجرة النووية الأخرى وعدم التماس أو تلقي المساعدة من الخارج لتصنيع هذه الأجهزة.
تتعهد الدول غير الحائزة على الأسلحة النووية بموجب المادة الثالثة من المعاهدة، بقبول ضمانات الوكالة الدولية للطاقة الذرية للتحقق من خدمة أنشطتها النووية الأغراض السلمية فقط.
تعترف معاهدة حظر الانتشار النووي بخمس دول كونها دولًا حائزة للأسلحة النووية: الصين (وقعت المعاهدة في عام 1992) وفرنسا (1992) والاتحاد السوفياتي (1968؛ يتحمل الاتحاد الروسي الالتزامات والحقوق المنصوصة) والمملكة المتحدة (1968) والولايات المتحدة (1968)، التي تصادف أيضًا أنها الدول الخمس الأعضاء الدائمة في مجلس الأمن التابع للأمم المتحدة. توافق الدول الخمس الحائزة على الأسلحة النووية على عدم نقل «الأسلحة النووية أو الأجهزة المتفجرة النووية الأخرى» و«عدم مساعدة الدول غير الحائزة على الأسلحة النووية أو تشجيعها أو حثها على حيازة متفجرات نووية بأي شكل من الأشكال» (المادة الأولى). تتفق أطراف الدول غير الحائزة على الأسلحة النووية في معاهدة الحد من انتشار الأسلحة النووية على عدم «تلقي» أو «تصنيع» أو «حيازة» أسلحة نووية أو «التماس أو تلقي أي مساعدة في تصنيع الأسلحة النووية» (المادة الثانية). تتفق أطراف الدول غير الحائزة على الأسلحة النووية أيضًا على قبول ضمانات الوكالة الدولية للطاقة الذرية للتحقق من أنها لا تحول الاستخدامات السلمية للطاقة النووية عند استعمال الأسلحة النووية أو الأجهزة المتفجرة النووية الأخرى (المادة الثالثة).
تعهدت الأطراف الخمسة للدول الحائزة على الأسلحة النووية بعدم استخدام أسلحتها النووية ضد أي طرف غير حائز للأسلحة النووية إلا ردًا على هجوم نووي، أو هجوم تقليدي بالتحالف مع دولة أخرى حائزة على الأسلحة النووية. ومع ذلك، لم تُدمج هذه التعهدات بشكل رسمي في المعاهدة، وقد اختلفت التفاصيل الدقيقة بمرور الوقت. كان للولايات المتحدة أيضًا رؤوس حربية نووية استهدفت كوريا الشمالية من عام 1959 حتى عام 1991، وهي دولة غير حائزة على الأسلحة النووية. استشهد وزير الدفاع السابق للمملكة المتحدة، جيف هون، بصراحة إمكانية استخدام الأسلحة النووية ردًا على الهجمات غير التقليدية من قبل «الدول المارقة». أشار الرئيس الفرنسي جاك شيراك في يناير 2006، إلى احتمالية مساهمة حادثة الإرهاب التي ترعاها الدولة ضد فرنسا إلى انتقام نووي صغير يهدف إلى تدمير مراكز القوة في «الدولة المارقة».

### الركيزة الثانية: نزع السلاح النووي
بموجب المادة السادسة من معاهدة الحد من انتشار الأسلحة النووية، تتعهد جميع الأطراف بمواصلة مفاوضات حسن النية بشأن التدابير الفعالة المتعلقة بوقف سباق التسلح النووي ونزع السلاح النووي ونزع السلاح العام الكامل.
تمثل المادة السادسة من معاهدة الحد من انتشار الأسلحة النووية الالتزامَ بمعاهدة متعددة الأطراف بهدف نزع السلاح من قبل الدول الحائزة على الأسلحة النووية. تحتوي مقدمة معاهدة  الحد من انتشار الأسلحة النووية على أسلوب يؤكد رغبة الدول الموقعة على المعاهدة في تخفيف التوتر الدولي وتعزيز الثقة الدولية من أجل تهيئة الظروف لوقف إنتاج الأسلحة النووية في يوم من الأيام، وتصفي معاهدة نزع السلاح العام والكامل -على وجه الخصوص- الأسلحة النووية الأسلحة ووسائل إيصالها من الترسانات الوطنية.
يمكن القول إن صياغة المادة السادسة من معاهدة  الحد من انتشار الأسلحة النووية تفرض التزامًا غامضًا على جميع الدول الموقعة على معاهدة الحد من انتشار الأسلحة النووية بالتحرك في الاتجاه العام لنزع السلاح النووي الكامل، قائلة: «يتعهد كل طرف في المعاهدة بمتابعة المفاوضات بحسن نية بشأن التدابير الفعالة المتعلقة بوقف سباق التسلح النووي في موعد مبكر ونزع السلاح النووي، وبرم معاهدة حول نزع السلاح العام والكامل». وبموجب هذا التفسير، لا تتطلب المادة السادسة من جميع الموقعين إبرام معاهدة لنزع السلاح بشكل صارم بالفعل. تطلب منهم بدلًا من ذلك، «التفاوض بحسن نية فقط».
فسرت بعض الحكومات من ناحية أخرى -خاصة الدول غير الحائزة على الأسلحة النووية التابعة لحركة عدم الانحياز- لغة المادة السادسة على أنها ليست غامضة. تشكل المادة السادسة في رأيهم، التزامًا رسميًا محددًا على الدول الحائزة على الأسلحة النووية المعترف بها في معاهدة الحد من انتشار الأسلحة النووية لنزع الأسلحة النووية، وتجادل بفشل هذه الدول في الوفاء بالتزاماتها. تفسر محكمة العدل الدولية بالإجماع في فتواها بشأن مشروعية التهديد بالأسلحة النووية أو استخدامها، الصادرة في 8 يوليو 1996، نص المادة السادسة على أنه يعني: هناك التزام بالسعي بحسن نية إلى اختتام المفاوضات التي تؤدي إلى نزع السلاح النووي بجميع جوانبه في ظل رقابة دولية صارمة فعالة.
يشير رأي محكمة العدل الدولية إلى أن هذا الالتزام يشمل جميع الأطراف في معاهدة الحد من انتشار الأسلحة النووية (لا الدول الحائزة على الأسلحة النووية فحسب) ولا يقترح إطارًا زمنيًا محددًا لنزع السلاح النووي.
يجادل منتقدو الدول الحائزة على الأسلحة النووية المعترف بها في معاهدة الحد من انتشار الأسلحة النووية (الولايات المتحدة وروسيا والصين وفرنسا والمملكة المتحدة) أحيانًا في أن ما يعتبرونه فشل الدول الحائزة على الأسلحة النووية المعترف بها في معاهدة الحد من انتشار الأسلحة النووية في نزع أسلحتها النووية -خاصة في حقبة ما بعد الحرب الباردة- قد أغضبت بعض الدول الموقعة على معاهدة حظر الانتشار النووي وغير الحائزة على أسلحة نووية. ويضيف هؤلاء النقاد تبرير هذا الفشل بقيام الدول الموقعة غير الحائزة على الأسلحة النووية بالانسحاب من معاهدة الحد من انتشار الأسلحة النووية وتطوير ترساناتها النووية الخاصة بها.
اقترح مراقبون آخرون أن الصلة بين الانتشار ونزع السلاح قد تعمل كذلك بطريقة معاكسة، أي أن الفشل في حل تهديدات الانتشار في إيران وكوريا الشمالية على سبيل المثال، سوف يشل احتمالات نزع السلاح. وتذهب الحجة إلى قول إنه لا توجد دولة تمتلك أسلحة نووية حاليًا ستنظر بجدية في التخلص من أسلحتها النووية الأخيرة من دون ثقة غالية في أن الدول الأخرى لن تحصل عليها. حتى أن بعض المراقبين قد اقترحوا أن سير نزع السلاح نفسه الذي تقوم به القوى العظمى –والذي أدى إلى القضاء على الآلاف من الأسلحة وأنظمة الإيصال- قد يزيد في النهاية من جاذبية امتلاك الأسلحة النووية عبر زيادة القيمة الاستراتيجية المُتصورة لترسانة صغيرة. وكما حذر واحد من مسؤولي الولايات المتحدة وخبراء الإن بّي تي في عام 2007: «يشير المنطق إلى أنه ومع انخفاض عدد الأسلحة النووية، تزداد ’المنفعة الحدية‘ لسلاح نووي ما بصفتها أداة للقوة العسكرية. في الحد الأقصى، وهو بالضبط ما يأمل نزع السلاح تحقيقه، ستكون المنفعة الاستراتيجية لسلاح أو اثنين حتى هائلة».

### الركيزة الثالثة: الاستخدام السلمي للطاقة النووية
تعترف المادة الرابعة في إن بّي تي بحق كل الأطراف بتطوير الطاقة النووية للأغراض السلمية وبالاستفادة من التعاون الدولي في هذا المجال، تماشيًا مع التزاماتهم منع الانتشارية. تحث المادة الرابعة أيضًا على تعاون كهذا. تنص هذه المسماة بالركيزة الثالثة على نقل التكنولوجيا والمواد النووية إلى أطراف إن بّي تي للأغراض السلمية في تطوير برامج الطاقة النووية المدنية في هذه البلدان، تحت ضمانات الوكالة الدولية للطاقة الذرية لإثبات أن برامجها النووية ليست تُستخدم في تطوير الأسلحة النووية.
نظرًا لأن محطة الطاقة النووية لمفاعل الماء الخفيف الرائجة تجاريًا تستخدم وقود اليورانيوم المخصب، فإن ذلك يعني أن الدول يجب أن تكون قادرة إما على تخصيب اليورانيوم أو شرائه من السوق الدولية. وصف محمد البرادعي، الذي كان آنذاك المدير العام للهيئة الدولية للطاقة الذرية، انتشار قدرات التخصيب وإعادة المعالجة «بكعب أخيل» نظام منع انتشار الأسلحة النووية. اعتبارًا من عام 2007، تتمتع ثلاث عشرة دولة بالقدرة على التخصيب.
في الستينيات والسبعينيات من القرن الماضي، زُودت دول كثيرة يبلغ عددها الستين تقريبًا بمفاعلات نووية للأبحاث تعمل باليورانيوم عالي التخصيب (إتش إي يو) من رتبة الأسلحة عبر برنامج ذرات من أجل السلام الخاص بالولايات المتحدة وبرنامج مشابه يعود للاتحاد السوفييتي. في الثمانينيات، بدأ في الولايات المتحدة برنامج لتحويل مفاعلات الأبحاث العاملة بالإتش إي يو إلى استخدام وقود منخفض التخصيب بسبب مخاوف الانتشار. ومع ذلك، كانت 26 دولة تمتلك أكثر من كيلوغرام واحد من إتش إي يو المدني في 2015، واعتبارًا من 2016 بلغ مخزون الإتش إي يو المخصص للأبحاث المدنية 60 طنًا، وظل 74 مفاعلًا يستخدمون إتش إي يو.
نظرًا لأن توفر المواد الانشطارية لطالما اعتبر العقبة الرئيسة و«عنصر الانطلاق» لجهود تطوير الأسلحة النووية لبلد ما، فقد أُعلن تشديدًا كبيرًا في سياسة الولايات المتحدة في عام 2004 لمنع الانتشار المستقبلي لتقنيات تخصيب اليورانيوم وإعادة معالجة البلوتونيوم (المعروفة أيضًا باسم «إي إن آر»). يُخشى أن الدول التي تحوز قدرات إي إن آر لديها ما هو عمليًا خيار استخدام هذه القدرة لإنتاج مواد انشطارية لاستخدامها في الأسلحة عند الطلب، ما يمنحها ما يسمى ببرنامج أسلحة نووية «افتراضي». وبالتالي، فإن الدرجة التي يتمتع بها أعضاء إن بّي تي «بحق» امتلاك تكنولوجيا إي إن آر، بصرف النظر عن مضامينها الانتشارية المحتملة الخطرة هي الحد القاطع في الجدال السياسي والقانوني المحيط بفحوى المادة الرابعة وعلاقتها بالمواد الأولى والثانية والثالثة من المعاهدة.
للدول التي صارت أعضاء في إن بّي تي بصفتها دولًا غير مالكة للأسلحة النووية سجل متين بعدم بنائها أسلحة نووية، رغم أن بعضها حاولت وانسحبت إحداها في آخر المطاف من إن بّي تي وامتلكت أسلحة نووية. وجدت الوكالة النووية للطاقة الذرية أن العراق قد انتهك التزاماتها المتعلقة بالضمانات وأخضعه مجلس الأمن الدولي لعقوبات تأديبية. لم تلتزم كوريا الشمالية أبدًا باتفاقية ضمانات إن بّي تي الخاصة بها ونُوه مرارًا وتكرارًا لهذه الانتهاكات، ثم انسحبت لاحقًا من إن بّي تي واختبرت أجهزة نووية متعددة. وُجدت إيران غير ممتثلة لالتزاماتها المتعلقة بضمانات إن بّي تي في قرار غير معتاد لا توافق آراء فيه لأنها «فشلت في عدد من الحالات على مدى فترة زمنية طويلة» في الإبلاغ عن جوانب برنامج التخصيب خاصتها. في عام 1991، أبلغت رومانيا عن نشاطات نووية سابقة غير معلنة قام بها النظام السابق وأبلغت الوكالة النووية للطاقة الذرية مجلس الأمن بعد الامتثال هذا لأخذ العلم فقط. تابعت ليبيا برنامجًا سريًا للأسلحة النووية قبل أن تتخلى عنه في ديسمبر 2003. أبلغت الوكالة الدولية للطاقة الذرية مجلس الأمن التابع للأمم المتحدة بعدم امتثال سوريا للضمانات ولم يتخذ أي إجراء.
في بعض المناطق، تقلل حقيقة أن جميع دول الجوار خالية من الأسلحة النووية بصورة إثباتية أي ضغط قد تشعر به الدول المنفردة لبناء تلك الأسلحة بنفسها، حتى لو كانت دول الجوار معروفة بامتلاكها لبرامج طاقة نووية سلمية قد تكون مشبوهة. في هذا، تعمل المعاهدة على النحو المخطط له.
في عام 2004، قال محمد البرادعي إن بعض التقديرات تنص على أن خمسًا وثلاثين إلى أربعين دولة تحوز المعرفة لتطوير الأسلحة النووية.

## مواد أساسية
المادة الأولى: تتعهد كل دولة حائزة للأسلحة النووية (إن دبليو إس) بعدم نقل أسلحة نووية أو أجهزة نووية متفجرة أخرى إلى أي متلقٍ، وبعدم مساعدة أي دولة غير حائزة للأسلحة النووية على تصنيع أو حيازة مثل هذه الأسلحة أو الأجهزة.
المادة الثانية: يتعهد كل طرف من أطراف إن دبليو إس بعدم تلقي أي أسلحة نووية أو أجهزة نووية متفجرة غيرها من أي مصدر، وألا تصنّع أو تحوز أسلحة أو أجهزة كهذه، وألا تتلقى أي مساعدة في صناعتها.
المادة الثالثة: يتعهد كل طرف من إن دبليو إس بإبرام اتفاقية مع الوكالة الدولية للطاقة الذرية من أجل تطبيق ضماناتها على كل المواد النووية الموجودة في كل نشاطات الدولة النووية السلمية ومنع تحويل هذه المواد إلى أسلحة نووية أو أجهزة متفجرة أخرى.
المادة الرابعة: ليس في هذه المعاهدة ما يمكن تفسيره على أنه يمس بالحق غير القابل للتصرف لجميع الأطراف في المعاهدة في تطوير أبحاث وإنتاج واستخدام الطاقة النووية للأغراض السلمية من دون تمييز وبما يتفق مع المادتين الأولى والثانية من هذه المعاهدة.